# Batocera rufomaculata
Batocera rufomaculata – gatunek chrząszcza z rodziny kózkowatych i podrodziny zgrzypikowych. 

## Zasięg występowania
Płd. Azja, wsch. Afryka, Madagaskar, Mauritius oraz Komory. Introdukowany w Portoryko, na Wyspach Dziewiczych, Barbadosie oraz w Gujanie.

## Budowa ciała
Osiąga 38–75 mm długości ciała, wyjątkowo mniej (nawet 20 mm). Długość czułków waha się od 45 do 90 mm. Po bokach przedplecza dwie wydatne, spiczasto zakończone ostrogi. Pokrywy w przedniej części gęsto, grubo punktowane, dalej gładkie. Głowa oraz przedplecze szarawe, pośrodku tego drugiego zwykle występuje para pomarańczowych lub czerwonych plam. Pokrywy z żółtawym odcieniem, na ich powierzchni zmienna ilość żółtych, pomarańczowych lub czerwonych plam. Po bokach głowy, przedplecza oraz części odwłoka biegnie szeroka, jasna pręga. 

## Biologia i ekologia

### Tryb życia i biotop
Imago aktywne przez cały rok. Spotykany, często pospolicie, w wilgotnych lasach.

### Odżywianie
Larwy ksylofagiczne, żerują w drewnie licznych gatunków drzew i krzewów (m.in. papai, awokado, figowców, mango, nanerczy, rzewni skrzypolistnej, śliwca mombin i kauczukowca brazylijskiego).